# Changhua (xiàn)
Changhua of Zhanghua (Chinees: 彰化; pinyin: Zhānghuà) is een arrondissement (xiàn) in Taiwan. Changhua telde in 2000 bij de volkstelling 1.255.332 inwoners op een oppervlakte van 1074 km².

## Geboren
- Tsai Chih Chung (2 februari 1948), cartoonist, striptekenaar en producent van tekenfilms